# Montgai
Montgai è un comune spagnolo di 798 abitanti situato nella comunità autonoma della Catalogna.